# Uada
Uada (lateinisch: Spuk) ist eine US-amerikanische Black-Metal-Band aus Portland (Oregon). Sie wurde 2014 gegründet und hat bei Eisenwald Tonschmiede bislang vier Alben veröffentlicht. Die Band spielt melodischen Black Metal im Stil von Dissection und Mgła.

## Geschichte
Gegründet wurde Uada 2014 von Jake Superchi (Gesang, Gitarre), James Sloan (Gitarre), Mike Beck (Bass) und Trevor Matthews (Schlagzeug). 2016 erschien das Debütalbum Devoid of Light, gefolgt von einer Tournee durch die USA. 2017 folgten zahlreiche Festival-Auftritte, u. a. auf dem Party.San und dem Summer Breeze. Nach verschiedenen Besetzungswechseln wurde im Mai 2018 das zweite Studioalbum Cult of a Dying Sun veröffentlicht. Im September 2020 folgte das dritte Studioalbum Djinn. Dieses erreichte in den Schweizer Album-Charts Position 79.
In der Besetzung der Band gab es im Lauf der Jahre mehrere Wechsel; nach der im Mai 2023 erfolgten Trennung von James Sloan ist Jake Superchi die einzige verbleibende Konstante; er wird als Bandkopf betrachtet.
Im Jahr 2018 wurden Vorwürfe laut, dass Uada dem Rechtsextremismus nahestehen würde. Grund hierfür war die geplante Teilnahme 2016 an einem Festival in Montreal, auf dem mit Graveland auch eine NSBM-Band auftreten sollte. Das Festival wurde durch teilweise gewalttätige Proteste linker Gruppen verhindert, was die Band in einer Erklärung kritisierte. Auf Grund dieser Erklärung wurde ein Auftritt in Leipzig im Herbst 2018 abgesagt, weil die Veranstalter die Abgrenzung zum rechtsextremen Black Metal als nicht ausreichend ansahen. Daraufhin gab Uada eine erneute Erklärung ab, mit der sich die Band von Rechtsextremismus in jeglicher Form distanzierte.

## Musikalischer Stil
Die Musik von Uada ist dem Black Metal zuzuordnen. Mit Bezug auf das Album Crepuscule Natura wurde festgestellt, dass alle Songs über wiederkehrende melodische Schleifen verfügten und dass eine charakteristische „Schreddergitarre“ das „geschwärzte Geschehen in einen dichten, melodischen Mantel“ hülle. Im Verhältnis zu dem, was im Black Metal üblich sei, erscheine die Musik von Uada als melodisch.
Als wesentliche Einflüsse benannte Superchi die schwedische Melodic-Black-Metal-Szene sowie die New Wave of British Heavy Metal; daneben seien auch Gothic Rock und Grunge sowie die Band Danzig zu nennen.

## Diskografie
- 2016: Devoid of Light (Eisenwald Tonschmiede)
- 2018: Cult of a Dying Sun (Eisenwald Tonschmiede)
- 2020: Djinn (Eisenwald Tonschmiede)
- 2023: Crepuscule Natura (Eisenwald Tonschmiede)